# 闻泰科技
闻泰科技股份有限公司（上交所：600745，简称：闻泰科技；上市曾用简称：康赛股份、天华股份、中茵股份），是一家总部位于中华人民共和国浙江省嘉兴市、注册地位于湖北省黄石市的企业，创始人为张学政。该公司主要经营手机等通讯设备的ODM业务、半导体元器件、光学元器件、汽车芯片等。

## 历史

### 闻泰通讯
2006年，张学政创立嘉兴闻泰通讯科技有限公司。创立之初，该企业为独立设计厂家（IDH）。2008年，该公司转型为贴牌设计公司（ODM），并更名闻泰集团有限公司。2011年，该公司更名闻泰通讯股份有限公司，由有限责任公司转为股份有限公司。2011年，该公司申请IPO上市；2012年6月，该公司因故主动取消直接上市计划，被认为与中国证券监管部门的“IPO财务核查风暴”有关。2013年，闻泰通讯为小米公司设计了红米手机1，大获成功；其后，闻泰通讯又陆续为联想、魅族、华为等设计了多款机型。

### 中茵股份
中茵股份，前身为黄石服装股份有限公司，是由黄石服装厂以其南湖分厂资产于1993年发起成立的股份有限公司。1996年，该公司在上海证券交易所挂牌上市。1999年5月，公司更名为黄石康赛股份有限公司。2003年3月，公司更名为湖北天华股份有限公司。2008年，公司更名为中茵股份有限公司。此时，中茵股份是一间房地产开发公司，资金链持续处于紧张状态。
2015年4月16日，中茵股份发布公告，拟以11.86元/股的价格，向闻泰通讯股份的控股股东——闻天下科技集团发行约1.54亿股，购买闻泰通讯51%股份。2015年11月30日，中茵股份再次公告，拟以资产置换及现金收购方式收购闻泰通讯剩余49%股份，退出原有房地产业务，由于此时上市公司实际控制人并未变更，故绕开了监管层对借壳上市的监管；最终，闻泰通讯的实际控制人张学政另行买下中茵股份5.81%的股份，从而成为中茵股份的实际控制人，并变相实现了闻泰通讯的借壳上市。

### 闻泰科技
2017年7月14日，中茵股份更名闻泰科技股份有限公司。据《每日经济新闻》报导称，闻泰通讯借壳上市后，原中茵股份和闻泰通讯的股东之间就原上市公司下房地产资产的交割问题产生了分歧，原中茵股份的大股东将逐步减持退出。
2019年，闻泰科技以近268亿元人民币的代价完成了对安世半导体（Nexperia）的收购，成为中国大陆半导体行业金额最大的跨境收购案。2021年3月29日，闻泰科技股份收购了广州得尔塔影像技术有限公司，该公司原为欧菲光的子公司。2021年7月，闻泰科技股份拟对英国最大芯片制造商Newport Wafer Fab（NWF）的收购，进军汽车半导体行业，就NWF收购案，2021年7月7日，英国首相鲍里斯·约翰逊表态称，要对该笔交易进行国家安全审查，英国研究与创新署按政府指令决定切断对NWF的资助。8月，闻泰科技股份完成对NWF股份的收购。

### 安世半导体
安世半导体是一家半导体IDM（垂直整合制造）公司，主要做芯片设计、晶圆制造和封装测试等，前身是原飞利浦半导体标准产品事业部。